# Boleta bancaria de garantía
La Boleta Bancaria de Garantía es una operación financiera en la cual un banco emite un documento (la boleta bancaria de garantía) con el objeto de caucionar determinadas obligaciones que una persona cualquiera, denominada cliente, contrae a favor de un tercero.
La obligación que garantiza el banco es la de su cliente para con un tercero y la caución opera facultando al beneficiario de la boleta bancaria para exigir su pago al banco a su solo requerimiento, cuando el tomador de la boleta no cumple la obligación asumida. 

## Tipos de Boleta Bancaria
- Pasiva: cuando el cliente concurre al banco y entrega el dinero.

- Activa: cuando el banco cobra la boleta bancaria.

- De gestión: cuando la boleta no se cobra.

Para que opere este sistema, el artículo 69 nº13 de la Ley General de Bancos(antiguo Artículo 86 n.° 10 del Decreto con fuerza de ley 252), en la República de Chile,  declara inembargables los fondos por terceros extraños al contrato o a la obligación que caucionen.

## Intervinientes de la Boleta Bancaria de Garantía
- Tomador: es el cliente del banco que efectúa un depósito en él, o contrae un crédito con el objeto de que el banco le emita la boleta bancaria.

- Banco: es la institución financiera que recibe los fondos u otorga un crédito.

- Beneficiario: no interviene directamente, es el tercero a favor de quien el banco emite la boleta bancaria y es el único facultado para cobrarla.

## Relaciones Jurídicas en Boleta Bancaria de Garantía
A su vez paralelamente coexisten dos relaciones jurídicas:
- Entre el banco y su cliente.

- Entre el tomador y el beneficiario.

Esta segunda relación jurídica no importa al banco y no se rige por las normas de la Boleta Bancaria de Garantía, sino que por las reglas comunes de la obligaciones que esté garantizando el tomador.
La única obligación que el banco tiene con el beneficiario es si este llega a cobrar.